# Černochov (okres Trebišov)
Černochov je obec na Slovensku. Nachází se v Košickém kraji, v okrese Trebišov. V minulosti se obec nazývala Černahov (maďarsky Csarnahó). V důsledku první vídeňské arbitráže byl Černochov v letech 1938 až 1945 součástí Maďarska.
Černochov leží v nadmořské výšce 167 m. Ke dni 31. 12. 2011 žilo v obci 200 obyvatel.